# Beauchêne : Un mystérieux héritage
Beauchêne : Un mystérieux héritage est un spectacle de son et lumière évoquant l'histoire de l'abbaye Notre-Dame de Beauchêne à Cerizay. Il est présenté pour la 1re fois au mois d'août 2022, dans un site proche de l'abbaye, par l'association du sanctuaire de Beauchêne dans les Deux-Sèvres.

## Présentation
Le spectacle est créé en 2022 pour les 150 ans de la présence des chanoines réguliers du Latran à l'abbaye Notre-Dame de Beauchêne (archidiocèse de Poitiers). À l'origine, il devait s'intituler Le ciel sur la terre : 800 ans d’histoire à Beauchêne. Les tribunes peuvent accueillir jusqu'à 600 spectateurs.
Le spectacle suit une lettre de Marie-Louise-Victoire de Donnissan (marquise de Lescure puis de La Rochejaquelein) écrite à son petit-fils, Julien de La Rochejaquelein, racontant l'histoire de l'abbaye héritée de ses parents. Il débute par l'apparition d'une vierge sylvicole dans un chêne et la construction du sanctuaire au XIIIe siècle avec le concours des seigneurs de Puy-Guyon. Il met également en scène les croisades, les guerres de Religion avec Philippe Duplessis-Mornay, la guerre de Vendée et l'évocation des figures de Jeanne Robin, Louis de Lescure, Henri de La Rochejaquelein, Louis Grignon et Marie Millasseau lors du massacre de Saint-André-sur-Sèvre, le développement de la dévotion autour du sanctuaire au XIXe siècle, l'érection du sanctuaire en abbaye par le pape Pie IX et Louis-Édouard Pie en 1870, les expulsions des chanoines réguliers du Latran sous la IIIe République (en 1880, puis en 1902 et 1903), les missions religieuses aux Philippines. Il se conclut par la présence de tous les acteurs en procession autour de la statue de Notre-Dame de Beauchêne, couronnée par le pape Françoisen 2021.
L'association mobilise 300 bénévoles dont 150 acteurs et dispose de 800 costumes. Le spectacle comporte deux musiques originales composées par Richard Liegeois. L'auteur-compositeur-interprète Daniel Facérias y prête sa voix. Les acteurs évoluent sur une scène de 3 000 m2.

## Fréquentation
| Année                     | 2022  | 2023  | 2024  | 2025                  |
| Visiteurs                 | 1 800 | 2 500 | 2 500 | 2260[réf. nécessaire] |
| Nombre de représentations | 3     | 5     | 4     | 4                     |